# Scotty Pippen Jr.
Scotty Maurice Pippen Jr., né le 10 novembre 2000 à Portland dans l'Oregon, est un joueur américain de basket-ball évoluant au poste de meneur.

## Biographie
Il est le fils du joueur de basket Scottie Pippen et de l'actrice de télé-réalité Larsa Pippen.
Scotty Pippen effectue sa carrière universitaire avec les Commodores de Vanderbilt. Il s'inscrit à la draft 2021 de la NBA mais son profil intéressant peu les équipes NBA, il retire son nom. Lors de sa troisième saison (2021-2022) avec les Commodores, ses statistiques moyennes sont de 20,4 points, 4,5 passes décisives et 3,9 rebonds. Avec 736 points marqués en une saison, Pippen bat le record de points de Vanderbilt .
Non choisi lors de la draft 2022, il signe quelque temps plus tard un contrat two-way avec les Lakers de Los Angeles. Ce contrat lui permet d'obtenir une place au sein de l'équipe lors de la Summer League. Il y réalise de bonnes performances, notamment face aux Warriors de Golden State (15 points, 8 passes décisives et 3 interceptions) et aux Suns de Phoenix (19 points, 4 rebonds et 3 passes décisives). Il joue ses deux premières minutes en NBA le 19 octobre 2022 face aux Warriors de Golden State et inscrit 2 points. Il joue son deuxième match face à Utah, 6 minutes (1 point et 2 rebonds).
En janvier 2024, Pippen signe un contrat two-way sur deux saisons avec les Grizzlies de Memphis. Le 15 octobre 2024, son contrat two-way est converti en contrat garanti par les Grizzlies.

## Palmarès

### Distinctions personnelles
- 2× First-team All-SEC (2021, 2022)
- SEC All-Freshman Team (2020)

## Statistiques

### Universitaires
| Saison    | Équipe     | Matchs | Titul. | Min./m | % Tir | % 3pts | % LF | Rbds/m. | Pass/m. | Int/m. | Ctr/m. | Pts/m. |
| --------- | ---------- | ------ | ------ | ------ | ----- | ------ | ---- | ------- | ------- | ------ | ------ | ------ |
| 2019-2020 | Vanderbilt | 32     | 31     | 29,8   | 39,3  | 36,2   | 70,9 | 2,80    | 3,60    | 1,10   | 0,10   | 12,00  |
| 2020-2021 | Vanderbilt | 22     | 22     | 31,8   | 42,8  | 35,8   | 85,0 | 2,90    | 4,90    | 1,80   | 0,20   | 20,80  |
| 2021-2022 | Vanderbilt | 36     | 36     | 33,1   | 41,6  | 32,5   | 74,9 | 3,60    | 4,50    | 1,90   | 0,20   | 20,40  |
| Carrière  | Carrière   | 90     | 89     | 31,6   | 41,4  | 34,3   | 76,3 | 3,10    | 4,30    | 1,60   | 0,20   | 17,50  |

### Professionnelles

#### Saison régulière
| Saison    | Équipe      | Matchs | Titul. | Min./m | % Tir | % 3pts | % LF | Rbds/m. | Pass/m. | Int/m. | Ctr/m. | Pts/m. |
| --------- | ----------- | ------ | ------ | ------ | ----- | ------ | ---- | ------- | ------- | ------ | ------ | ------ |
| 2022-2023 | L.A. Lakers | 6      | 0      | 5,3    | 33,3  | 33,3   | 55,6 | 0,70    | 0,30    | 0,30   | 0,20   | 2,30   |
| 2023-2024 | Memphis     | 21     | 16     | 25,1   | 49,3  | 41,7   | 74,5 | 3,20    | 4,70    | 1,70   | 0,50   | 12,90  |
| 2024-2025 | Memphis     | 79     | 21     | 21,3   | 48,0  | 39,7   | 71,3 | 3,30    | 4,40    | 1,30   | 0,40   | 9,90   |
| Carrière  | Carrière    | 106    | 37     | 21,2   | 48,1  | 40,1   | 71,5 | 3,10    | 4,20    | 1,30   | 0,40   | 10,00  |

## Records sur une rencontre en NBA
Les records personnels de Scotty Pippen Jr. en NBA sont les suivants, :
| Type de statistique        | Saison régulière | Saison régulière         | Saison régulière |
| Type de statistique        | Record           | Adversaire               | Date             |
| -------------------------- | ---------------- | ------------------------ | ---------------- |
| Points                     | 30               | @ Bulls de Chicago       | 23 novembre 2024 |
| Paniers marqués            | 13               | @ Bulls de Chicago       | 23 novembre 2024 |
| Paniers tentés             | 22               | Lakers de Los Angeles    | 12 avril 2024    |
| Paniers à 3 points réussis | 4                | @ Raptors de Toronto     | 5 février 2025   |
| Paniers à 3 points tentés  | 7                | 3 fois                   | 3 fois           |
| Lancers francs réussis     | 6                | 3 fois                   | 3 fois           |
| Lancers francs tentés      | 10               | Nuggets de Denver        | 19 novembre 2024 |
| Rebonds offensifs          | 4                | Warriors de Golden State | 4 janvier 2025   |
| Rebonds défensifs          | 9                | Wizards de Washington    | 8 novembre 2024  |
| Rebonds totaux             | 10               | Wizards de Washington    | 8 novembre 2024  |
| Passes décisives           | 13               | @ 76ers de Philadelphie  | 2 novembre 2024  |
| Interceptions              | 5                | Mavericks de Dallas      | 6 janvier 2025   |
| Contres                    | 2                | 2 fois                   | 2 fois           |
| Balles perdues             | 5                | 4 fois                   | 4 fois           |
| Minutes jouées             | 36               | @ Cavaliers de Cleveland | 10 avril 2024    |

- Double-double : 8
- Triple-double : 1

Dernière mise à jour : 24 mars 2025

## Vie privée
Son père, Scottie Pippen a joué dix-sept saisons en NBA et y a remporté six titres de champion avec les Bulls de Chicago.